# Iaspis thabena
Espèce
Iaspis thabena est une espèce de lépidoptères (papillons) de la famille des Lycaenidae et de la sous-famille des Theclinae.

## Dénomination
Iaspis thabena a été décrit par William Chapman Hewitson en 1868, sous le nom initial de Thecla thabena.
Synonymes : Iaspis diffusus Johnson, 1991; Iaspis flava Austin & Johnson, 1996.

## Description
Iaspis thabena est un petit papillon aux antennes et aux pattes annelées de blanc et de noir, avec une fine et longue queue à chaque aile postérieure.
Le dessus est bleu nuit.
Le revers est gris orné aux ailes antérieures d'une fine ligne postmédiane marron et aux ailes postérieures d'une fine ligne postmédiane marron et d'une bande marginale de chevrons gris et de gros ocemlles orange pupillés de noir de la base de la queue à l'angle anal.

## Écologie et distribution
Iaspis thabena est présent en Colombie, au Brésil, en Guyana et en Guyane,,.

### Protection
Pas de statut de protection particulier.